# Jan Kuitenbrug
De Jan Kuitenbrug is een basculebrug over de Oude Haven en de Wijnhaven in het centrum van de Nederlandse stad Rotterdam. Het is een van de oudste bruggen in de stad: al in 1610 lag er hier een brug. De brug is in 1931 vervangen en diende in de tijd van de Maasbruggen als een belangrijke verbinding voor het verkeer dat de stad in en uit ging. De brug is een gemeentelijk monument.

## Geschiedenis
In 1644 namen Pauls Arentsz. en Jan Jansz. Kuyt het brugwachterschap van deze brug waar, voor 24 gulden per jaar. In de periode van de oude Maasbruggen ging het verkeer de stad in en uit via het Bolwerk en over de Jan Kuitenbrug, in combinatie met de Koningsbrug. Al sinds 1610 lag er over de Oudehaven een brug met deze naam. De huidige brug stamt uit 1931 en verving de oude brug ter plaatse, nadat bouwwerkzaamheden in 1928 waren begonnen. De huidige brug is ontworpen door L. Pieters van het ingenieursbureau Gemeentewerken Rotterdam.
De diepte onder de brug is NAP -3,25 m De vaarweg is CEMT-klasse I.
De brug kan via de marifoon worden aangeroepen op VHF-kanaal 20 Boerengatbrug. Er wordt geen brug- of sluisgeld geheven.